# Тин (Сариагаський район)
Тин (каз. Тың) — село у складі Сариагаського району Туркестанської області Казахстану. Входить до складу Жемістинського сільського округу.
Населення — 934 особи (2021; 1001 у 2009, 1093 у 1999, 364 у 1989).